# Судьба на выбор
«Судьба́ на вы́бор» — российский двенадцатисерийный драматический телевизионный фильм режиссёра Олега Хайбуллина производства телекомпаний «Красный квадрат» (Россия) и «Алар Фильм» (Россия),  первый сезон которого выпущен в 2011 году, а второй — в 2012-м.
Проект создан в формате телевизионной программы канала «TELE F» (Аргентина), но российская версия имеет множество отличий. В Аргентине это была телепередача, шоу, где каждый раз играли одни и те же известные актёры. А в России — фильм, где в каждом отдельном случае раскрывается отдельная драматическая человеческая история, и роли исполняют неизвестные актёры, меняющиеся от серии к серии. Режиссёр фильма Олег Хайбуллин характеризует российскую версию формата, как «синтез остросюжетного фильма и психологической программы».
Серии первого сезона фильма транслировались с 31 октября по 26 декабря 2011 года, а второго сезона — с 20 августа по 23 августа 2012 года на российском Первом канале.

## Сюжет
Герои российского двенадцатисерийного драматического телевизионного фильма «Судьба на выбор» являются представителями разных социальных групп и возрастов. Каждый из них, сталкиваясь с той или иной сложной жизненной ситуацией, стремится найти лучший способ выхода из неё. Часто, приняв то или иное решение, человек жалеет об этом и мечтает воспользоваться ещё одной попыткой. Ведь иногда возможность всё исправить может спасти судьбу. Но жизнь не даёт права на ошибку и принятое решение часто нельзя изменить. И только проект «Судьба на выбор» предоставляет своим героям возможность совершить три попытки решения проблемы, проживая несколько вариантов развития своей судьбы, каждый раз начиная с одной и той же так называемой «отправной точки». Делая выбор, участники проекта получают реальную возможность увидеть последствия каждого из принятых ими решений.

«… Каждый раз, когда мы принимаем жизненно важное или самое простое решение — стараемся услышать, что подсказывает внутренний голос, и сделать правильный выбор. Но второго шанса не бывает никогда. Мы даём возможность прокрутить ситуацию назад и посмотреть, к чему приводят те или иные поступки…», — рассказывает продюсер проекта «Судьба на выбор» Илья Кривицкий.
Каждый выпуск проекта — художественный фильм, отдельно взятая драматическая человеческая история, герой которой стоит перед трудным судьбоносным выбором. Герои меняются от серии к серии, ни разу не повторяясь. Серии связаны между собой только двумя персонажами — Хранителями (Ангелом и «демоном»). Они наблюдают за поведением людей со стороны, читают их мысли, анализируют и обсуждают их поступки, находясь в параллельной реальности и появляясь только в тот момент, когда герой находится в «критической точке» и ему требуется помощь и поддержка.
Один из «Хранителей» — «демон», в образе мужчины (актёр Александр Гордон), видит в человечестве сплошные пороки и презирает его, считая что людям «нет спасения». Другой — Ангел, в образе женщины (актриса Ксения Лаврова-Глинка) пытается доказать первому, что в людях есть много хорошего, они способны сделать правильный выбор и их можно спасти. Хранители спорят друг с другом и в «переломный» момент жизни человека, на так называемой «поворотной точке», пытаются угадать, какую судьбу он выберет, помогая, или, наоборот, мешая ему.

## В ролях
- Ксения Лаврова-Глинка — Ангел (Светлый Хранитель)
- Александр Гордон  — демон (Тёмный Хранитель)

## Список серий
Фильм «Судьба на выбор» насчитывает 12 серий, не связанных между собой одним сюжетом:
| 1 | «Ревность»          | 31 октября 2011 года и 13 августа 2012 года |
| Героиня первой серии "Судьбы на выбор" после двадцати лет счастливого брака узнаёт, что в её семье, оказывается, нет ни мира, ни доверия, ни супружеской верности, - вся её жизнь - это сплошной обман. Как поступить? Перед тем, как она соберётся совершить непоправимое, возникает стоп-кадр, назовём этот момент «Поворотной точкой», сюда наш персонаж будет возвращаться всякий раз, когда поймёт, что зашёл в тупик, - чтобы начать всё сначала. Героине предоставляется возможность три раза вернуться назад, чтобы снова попробовать изменить свою судьбу. |                     |                                             |
| 2 | «Клятва Гиппократа» | 07 ноября 2011 года и 14 августа 2012 года  |
| Врач Сергей Данилов узнал в пациенте убийцу своей жены. Что ему делать, как поступить? Теперь изменится его жизнь и жизнь людей вокруг. У него должно быть право на ошибку и возможность всё исправить. Ему даётся три попытки, три варианта прожить ситуацию... |                     |                                             |
| 3 | «Реванш»            | 14 ноября 2011 года и 15 августа 2012 года  |
| К супругам Насте и Виктору приезжает их друг Саша, который когда-то был влюблен в Настю. За десять лет брака отношения между Настей и Виктором изменились. Молодой женщине кажется, что она выбрала не того. Саша говорит, что ещё не поздно все переиграть. У Насти есть три попытки, чтобы принять верное решение. |                     |                                             |
| 4 | «Семейные ценности» | 21 ноября 2011 года                         |
| Главный герой – хозяин небольшого оружейного магазинчика. В том же магазине работает родня мужчины: жена, сын, племянник. Вечером, когда хозяин подсчитывает дневную выручку, в магазин врываются двое в масках с обрезом. Требуют деньги. Не только те, что в кассе, но и те, что в сейфе. Грабители даже знают, где расположена тревожная кнопка. Мужчина мог бы попытаться справиться с грабителями, но тут как назло в торговый зал вышла его жена. Что же делать? Отдать заработанные деньги и, возможно, разориться из-за этого. Или рискнуть, подвергнув опасности жизнь жены и свою собственную!? |                     |                                             |
| 5 | «Своё время»        | 28 ноября 2011 года и 16 августа 2012 года  |
| Артистка балета Ника счастлива – ей дали партию в "Жизели" и включили в "гастрольный состав", но в этот же день девушка узнаёт о своей беременности. Она понимает, что ни о какой карьере балерины не может быть и речи. Что выберет Ника – сцену или ребенка!? |                     |                                             |
| 6 | «Одарённость»       | 5 декабря 2011 года                         |
| Профессиональный боксёр Костя по прозвищу «Кастет» получает травму на ринге, несовместимую со спортивной карьерой. Он вынужден устраиваться на работу, где на первом же собеседовании ему отказывают. С чувством несправедливости, он совершает преступление: избивает водителя маршрутки и грабит его. Придя домой, Костя видит за столом учителя математики своего младшего брата - Алика Хасановича, который предлагает матери помощь в подготовке Димы для поступления в ВУЗ. Однако Костя подозревает Алика Хасановича в том, что таким образом он пытается решить вопрос своей прописки. Сможет ли «Кастет» переступить через свою неприязнь к учителю? Что он выберет, будущее брата или пойдёт на поводу у собственных эмоций? |                     |                                             |
| 7 | «Главное»           | 12 декабря 2011 года                        |
| Менеджер среднего звена Роман, работающий в компании по реализации нано-кормов для животных, узнаёт о сокращении штата. Жизненные обстоятельства Романа не позволяют ему остаться без работы, так как жена Светлана находится на втором месяце беременности. После разговора со Светланой, Роман решает сохранить работу любым путём. Что он предпримет? На какие несвойственные для самого себя действия он готов пойти? |                     |                                             |
| 8 | «Подозрение»        | 26 декабря 2011 года                        |
| 35-летняя учительница Жанна, после долгого невезения в личной жизни, встречает Вадима. Женщина полностью доверяет своему возлюбленному. Но однажды под Новый год к Жанне приходит Ирина, показывает фото Вадима и сообщает, что это её муж и что она его разыскивает. Что предпримет Жанна? Кем окажется Вадим: аферистом, мужчиной её мечты или человеком с "двойной" судьбой!? |                     |                                             |
| 9 | «Чёрный риелтор»    | 20 августа 2012 года                        |
| Максим в отчаянии: ни одна из его картин не продаётся. Чтобы заработать денег, он решает вместе со своей возлюбленной Алисой принять предложение предприимчивого Бяши – взять на себя заботы по уходу за пожилой одинокой Еленой Григорьевной. Но в какой-то момент Макс начинает подозревать, что Бяша имеет большие планы на квартиру бабушки. Окажется ли Максим прав в своих сомнениях!? |                     |                                             |
| 10 | «Надежда»           | 21 августа 2012 года                        |
| Скромная агротехник Надя безнадёжно влюблена в мужа своей старшей сестры Ульяны. Виктор кажется ей идеальным, и она им искренне восхищается. В любом браке накапливаются проблемы. После очередной ссоры с Ульяной из-за её желания продать хозяйство, Виктор неожиданно замечает, что Надя "понимает" и "ценит" его гораздо больше жены... |                     |                                             |
| 11 | «Перекрёсток»       | 22 августа 2012 года                        |
| Жизнь, как большой перекрёсток, где сталкиваются судьбы. Инспектору ДПС Мацкову и выпившей за рулём Ирине суждено встретиться на этом перекрёстке, чтобы изменить жизни друг друга... |                     |                                             |
| 12 | «Сюрприз для мамы»  | 23 августа 2012 года                        |
| Валентина Петровна ждёт за накрытым столом возвращение из армии своего любимого сына Игоря. Однако радость от встречи быстро сменяется разочарованием: молодой человек представляет свою невесту Надю и её пятилетнюю дочь Юлю от первого брака. Валентина Петровна убеждена – её материнский долг спасти сына от такой судьбы любой ценой. |                     |                                             |

## Создатели
- Режиссёр-постановщик: Олег Хайбуллин
- Авторы сценария: Иван Угаров, Нелли Высоцкая, Лилия Ким, Гарри Гордон
- Оператор-постановщик: Батыр Моргачев
- Художник-постановщик: Константин Витавский
- Композитор: Олег Литвишко
- Креативный директор, генеральный продюсер: Илья Кривицкий
- Продюсер: Лариса Шлепина
- Производство: ООО «Красный Квадрат», Зелёная студия, ООО "Алар Фильм"